# Willem Arondeus
Willem Johan Cornelis Arondeus (Naarden, 22 de agosto de 1894-Haarlem, 1 de julio de 1943; conocido como Arondéus) fue un pintor, escritor y luchador de la resistencia contra el nazismo neerlandés. Dirigió el bombardeo contra la oficina de empadronamiento de Ámsterdam para impedir la identificación de los judíos por parte de los nazis el 27 de marzo de 1943, por lo que fue ejecutado. Desde antes de la guerra era homosexual y afirmó desafiante su condición previo a su ejecución. Sus últimas palabras fueron: "Que se sepa que los homosexuales no son cobardes".

## Origen y juventud
Willem Arondeus era el hijo más joven de Hendrik Cornelis Arondeus, tratante de combustibles de Naarden, y su esposa Catharina Wilhelmina de Vries. Poco después de su nacimiento, la familia se trasladó con sus siete hijos a Ámsterdam para crear una tienda de alquiler de trajes para actores. Dos de sus hermanos emigrarían a Canadá.
En 1907, Willem Arondeus fue admitido en la Quellinusschool en Ámsterdam, que más tarde se convertiría en al Academia Gerrit Rietveld de Arte y Diseño, donde se formó como pintor. A los 17 años confesó su homosexualidad a sus padres y abandonó su casa tras una disputa. No volvería a tener contacto con ellos.
Se instaló en Róterdam, donde comenzó a escribir y pintar, pero donde tuvo grandes dificultades para encontrar compradores. En 1922 le encargaron la realización de un mural monumental para el ayuntamiento de Róterdam, lo que le dio temporal respiro financiero, pero no consiguió encargos posteriores. Sólo en 1926 y 1927 consiguió vender un cuadro, e incluso consiguió ser mencionado por la prensa.
En 1928 se alejó de la pintura y decidió dedicarse solo a la escritura. Como autor, el éxito material no le sonrió. En 1932 se retiró al campo, cerca de Apeldoorn, donde conoció a Jan Tijssen, hijo de un verdulero, con el que vivió siete años. La pareja vivió en circunstancias económicas difíciles. En 1938 debutó con su novela Het uilenhuis («La casa de las lechuzas»), que ganó un premio ofrecido por la imprenta Kosmos y fue bien acogido por la crítica, pero no se vendió bien. Poco después editó In de bloeiende Ramenas («En el rábano floreciente») que también es acogido de modo favorable, pero invendible.
Años antes, Arondéus había comenzado con una biografía histórico artística de Matthijs Maris, que luchó en 1870 del lado de la Comuna de París y que consideraba su alma gemela. Para realizar sus pesquisas en los archivos, se trasladó con Jan de vuelta a Ámsterdam y trabajó unos dos años en el libro, que se editó con éxito y que vio varias ediciones, de forma que su situación financiera mejoró. Annie Romein-Verschoor, una historiadora neerlandesa contemporánea muy conocida en la época, llegó a colocar a Arondéus entre los grandes escritores neerlandeses de historia como Abraham Kuyper, Johan Huizinga y Pieter Wiedijk. 
A la vez, Arondéus, que era llamado Tiky por sus pocos amigos, se veía como un paria:

Primero estaba mi origen pequeñoburgués, que sólo conocía una cosa: ¡ganar dinero! Segundo, mi homosexualidad, razón por la que tendré que ser prudente toda mi vida. Y tercero el ser artista, lo que me ha convertido en egocéntrico. Creo que con los años el ser un marginado se ha convertido en mi auténtico ser.
Arondéus 1934

En 1941 se editó su último libro, Figuren en problemen der monumentale schilderkunst in Nederland («Figuras y problemas de la pintura monumental en los Países Bajos»), que consiguió un éxito moderado.

## Ocupación y Segunda Guerra Mundial
En mayo de 1940 el ejército alemán ocupó los Países Bajos, en julio de 1942 comenzaron las deportaciones de judíos a los campos de exterminio en Polonia. Alrededor de 25.000 de los 140.000 judíos residentes en los Países Bajos se escondieron y vivieron en la clandestinidad ayudados y aprovisionados por la población neerlandesa activa en la resistencia.
A través de sus contactos con el editor Emanuel Querido, Arondéus había conocido a activistas políticos. Después de la entrada de los soldados alemanes, se adhirió a un grupo de artistas resistentes en torno al escultor Gerrit-Jan van der Veen. Desde 1941 editó una pequeña revista de la resistencia, Brandarisbrieven («Cartas de Brandaris»), que en 1942 se unió a la revista De Vrije Kunstenaar («El artista libre»), que tenía un mayor público.
Algunos artistas de ese grupo se dedicaron a la creación de documentos de identidad falsos para los perseguidos. El peligro de estos documentos, con independencia de lo perfecta que fuese la falsificación, era que existía un duplicado de cada documento en la oficina de empadronamiento, por lo que ninguna falsificación resistía una comprobación en el padrón. De esta forma se fraguó un plan para asaltar la oficina e incendiarla, en pos de destruir el mayor número posible de documentos.

## El atentado

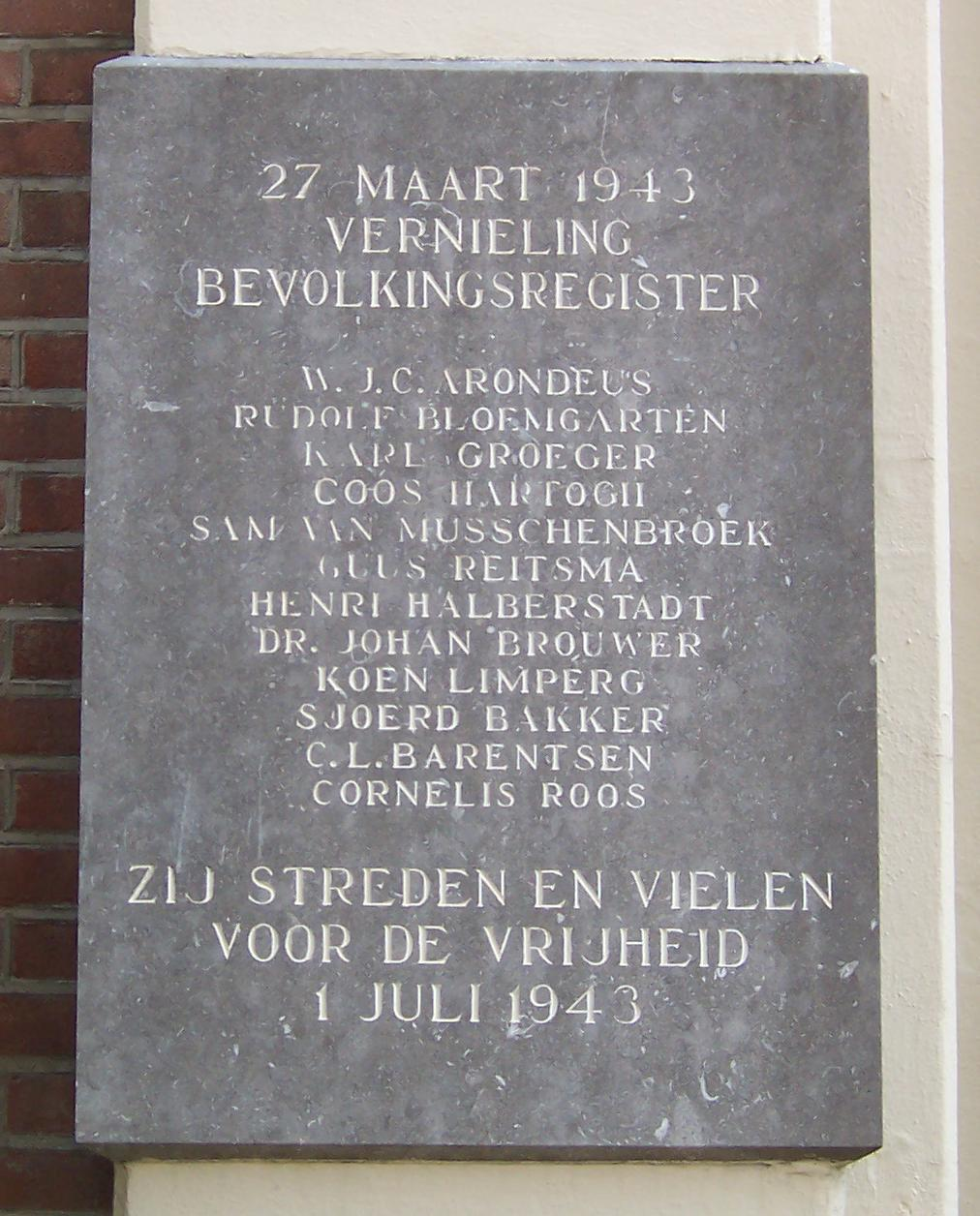
Monumento en Ámsterdam

El atentado a la oficina de empadronamiento (en holandés: Bevolkingsregister) se realizó el 27 de marzo de 1943. Koen Limperg, el arquitecto del edificio en la Plantage Kerklaan, donde se encontraba la oficina, había entregado planos detallados a la resistencia. El poeta Martinus Nijhoff dibujó sobre los planos los puntos en los que se debían colocar las bombas para conseguir el mayor efecto, a partir de su experiencia como oficial de ingenieros. El hispanista Johan Brouwer consiguió una pistola para Arondéus, que actuaba como jefe del asalto.

El sábado por la noche un grupo de nueve hombres vestidos con uniformes de policía consiguieron entrar en la oficina. A los vigilantes se les inyectó [...] un somnífero y se les [...] durmió. Desgraciadamente, las fichas del registro, debido a estar tan compactas, ardieron mal, por lo que sólo un 15% se quemaron hasta resultar ilegibles. En cambio, el efecto del atentado fue mucho mayor. El fuego y los trabajos de extinción de los bomberos convirtieron las oficinas en un caos, lo que facilitó a los empleados  mostrarse «incompetentes» en gran medida.

El grupo fue traicionado, pero no descubierto, aunque se supone que la razón fue la locuacidad entre los miembros del grupo. Arondéus fue detenido el 1 de abril de 1943 y condenado a muerte junto con los demás. El 1 de julio, fue fusilado junto con doce luchadores de la resistencia.
Arondéus dejó en herencia 300 florines a su pareja Jan, que sobrevivió la Guerra. La familia de Aronéus, que no había tenido contacto con él desde los 18 años, recibió la Cruz de Guillermina a la Resistencia, entregada tras la Guerra, en la década de 1980. Su homosexualidad es la razón aducida a menudo para explicar la tardanza en la entrega de la condecoración.

## Influencia posterior
En recuerdo de la ejecución, se ha colocado una placa conmemorativa en Ámsterdam, en el edificio en el que se encontraba la oficina de empadronamiento en la Plantage Kerklaan 36, en la que se nombra a W.J.C. Arondéus, K. Groeger, Coos Hartogh, E.S.A. van Musschenbroek, A.C.J. Reitsma, Henri Halberstadt, Dr. Johan Brouwer, Koen Limperg, Sjoerd Bakker, C.L. Barentsen y Cornelis Roos. La inscripción dice:

Zij streden en vielen voor de vrijheid
Lucharon y cayeron por la Libertad

Además hay en Ámsterdam una Arondeusstraat (Calle Arondéus) y en Middelburg una Willem Arondeusstraat (Calle Willem Arondéus). Tras la Segunda Guerra Mundial se creó el Café Arondéus en Ámsterdam, que perduraba en el siglo XXI.
Desde que Toni Bouwmans realizase un documental neerlandés mostrando por primera vez «todo Arondéus» (1990), trabajos posteriores han reescrito su biografía sin ocultar su homosexualidad. Su lucha contra los nazis, que pagó con la vida, es uno de los pocos testimonios de la participación de homosexuales en la lucha contra el fascismo y su papel en la oposición. Antes de su ejecución, pidió a un amigo que tras la Guerra testificase:

Da a conocer que los homosexuales no son cobardes
Arondéus